# Trochosa ruandanica
Trochosa ruandanica este o specie de păianjeni din genul Trochosa, familia Lycosidae. A fost descrisă pentru prima dată de Roewer, 1960.
Este endemică în Rwanda. Conform Catalogue of Life specia Trochosa ruandanica nu are subspecii cunoscute.